# Johan Daisne
Johan Daisne (pronunțat „den”) este pseudonimul scriitorului Herman Thiery (n. 2 septembrie 1912, Gent, Flandra, Belgia – d. 9 august 1978, Gent, Flandra, Belgia), flamand de origine.
A scris în limba neerlandeză romane, versuri, și a fost colaborator la emisiuni radio. Stilul său literar se înscrie în curentul realismului magic.
Opere principale (titluri traduse liber în limba română): 
- „Scara de piatră și de nori” (1942)
- „Omul cu capul ras” (1947)
- 1950 „Trenul inerției” (De Trein der traagheid)
- „Dantelele din Montmirail” (1965).

André Delvaux,  un regizor belgian a filmat în 1965 „Omul cu capul ras” , și în 1968 Într-o seară, un tren... (Un soir, un train) cu actorii Yves Montand și Anouk Aimée. 